# 欧洲落叶松
欧洲落叶松（Larix decidua）是落叶松属下的一个物种，主要分布在欧洲中部的阿尔卑斯山脉和喀尔巴阡山脉。
欧洲落叶松是一种中型到大型的落叶松柏目树木，高度为25-45米，直径可达1米。幼年期树冠为圆锥形，随着树龄增长，渐渐变得宽阔。主干向上，支干通常下垂。树叶为针状，浅绿色，2-4厘米长，秋季变成黄色落下。

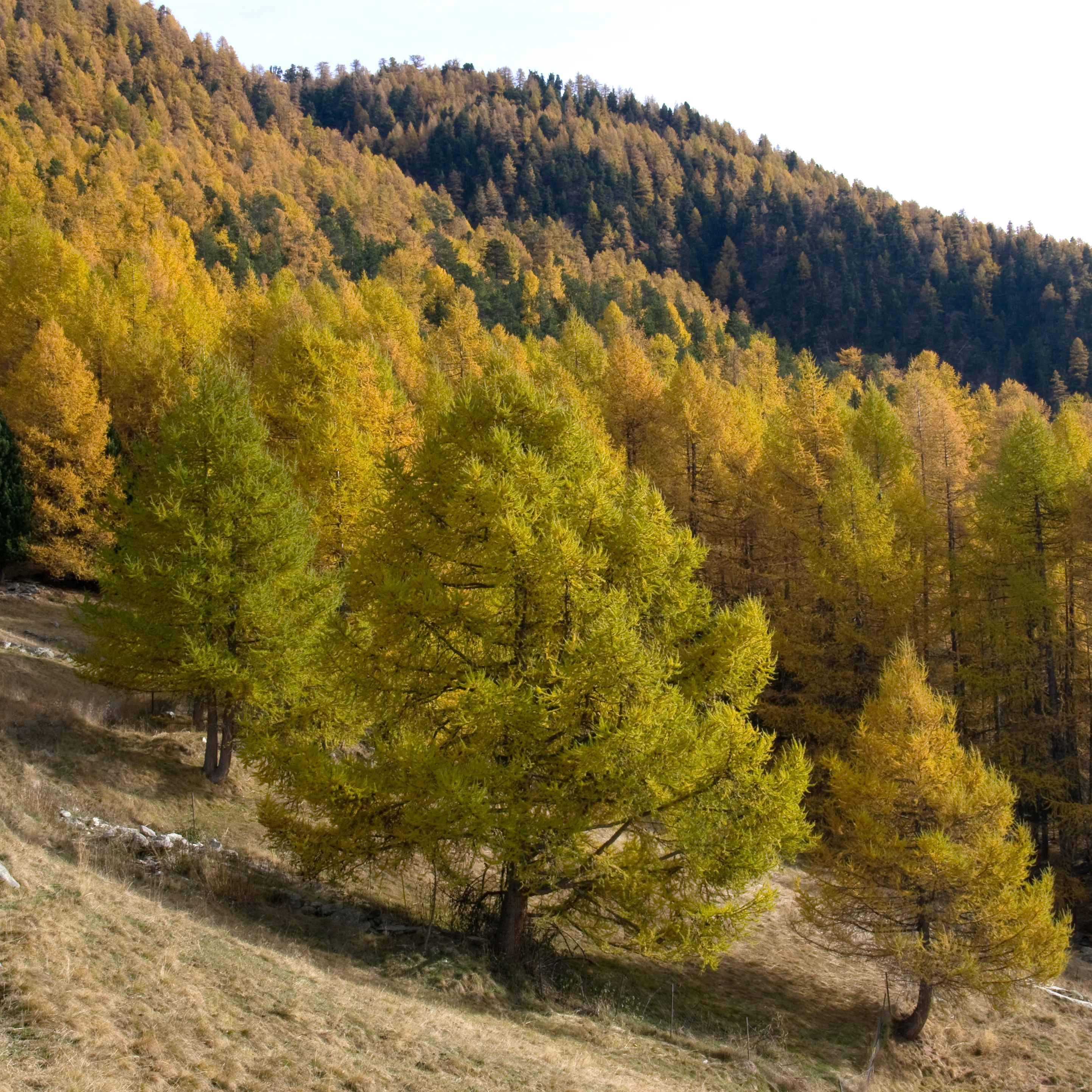
植株
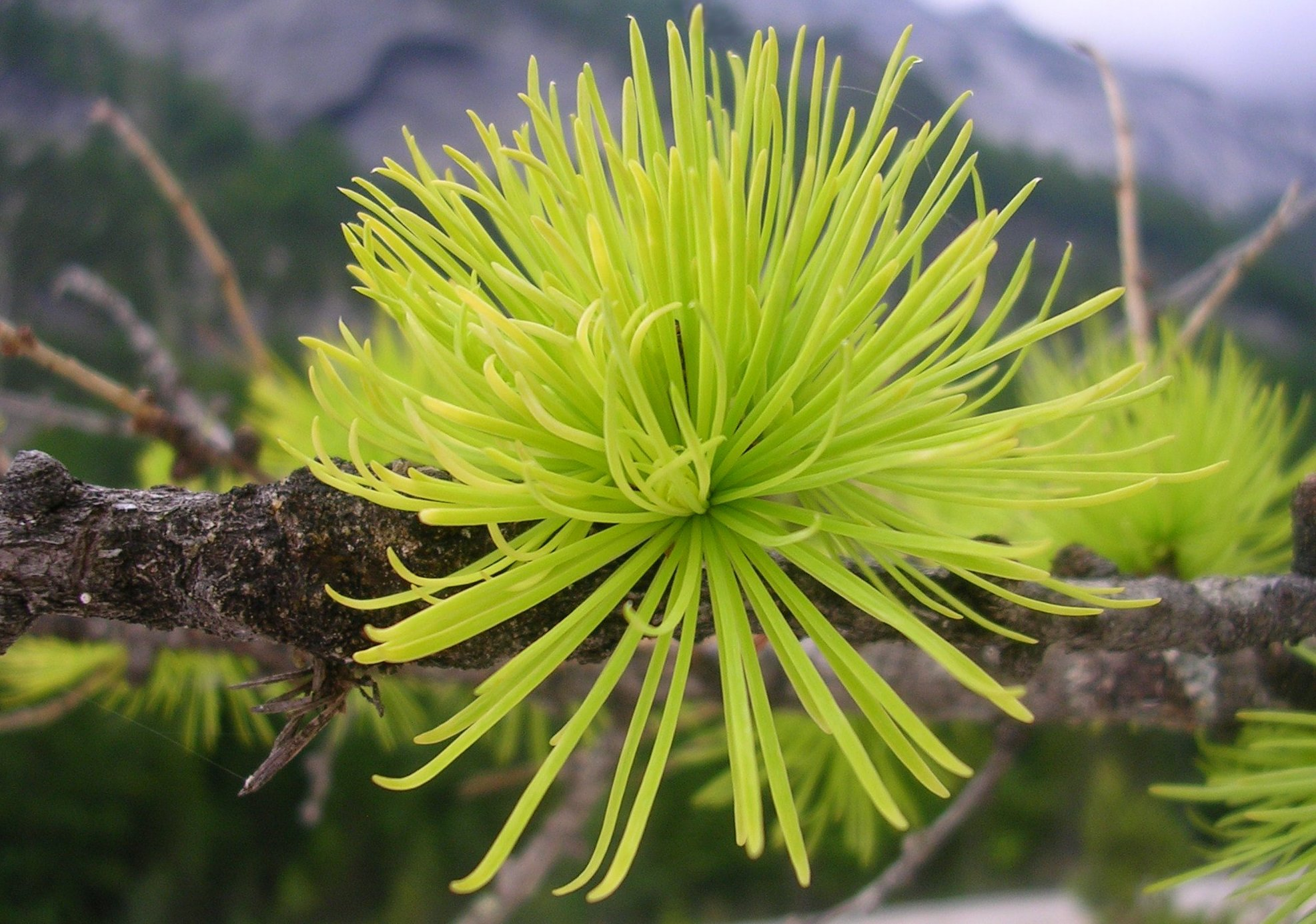
葉
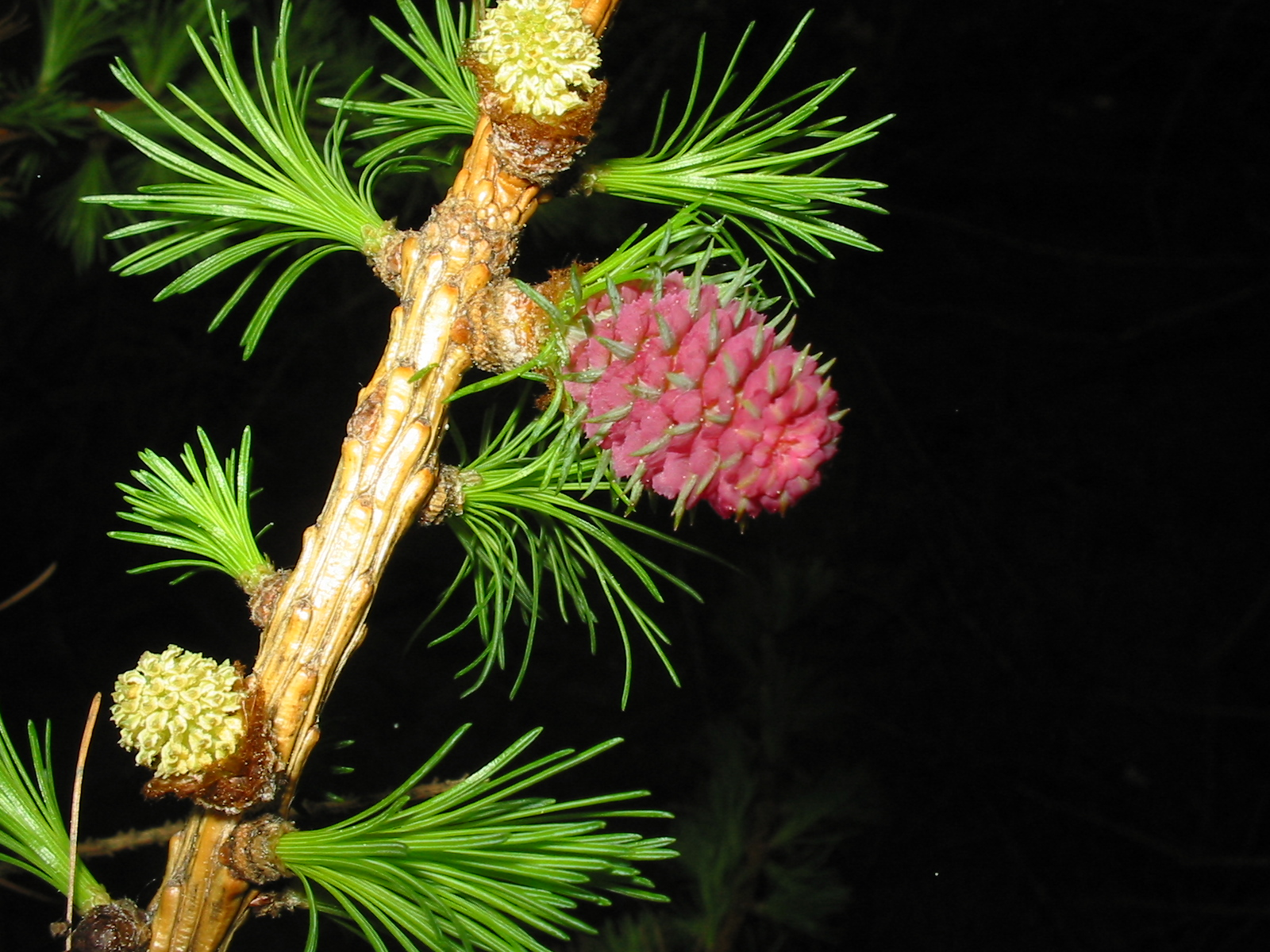
雄(黃)與雌(紅)毬果
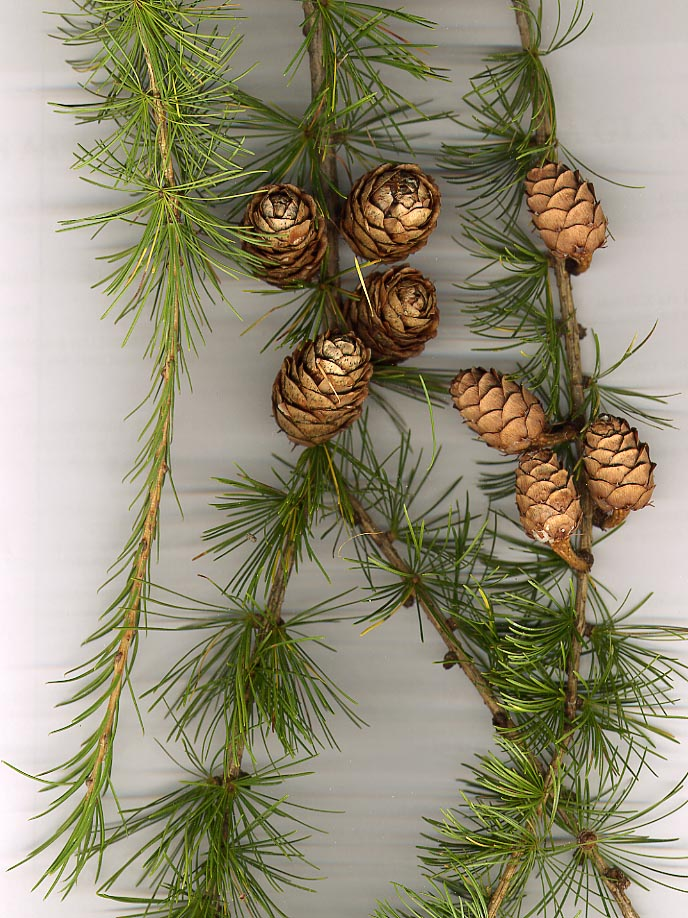
簇葉與毬果
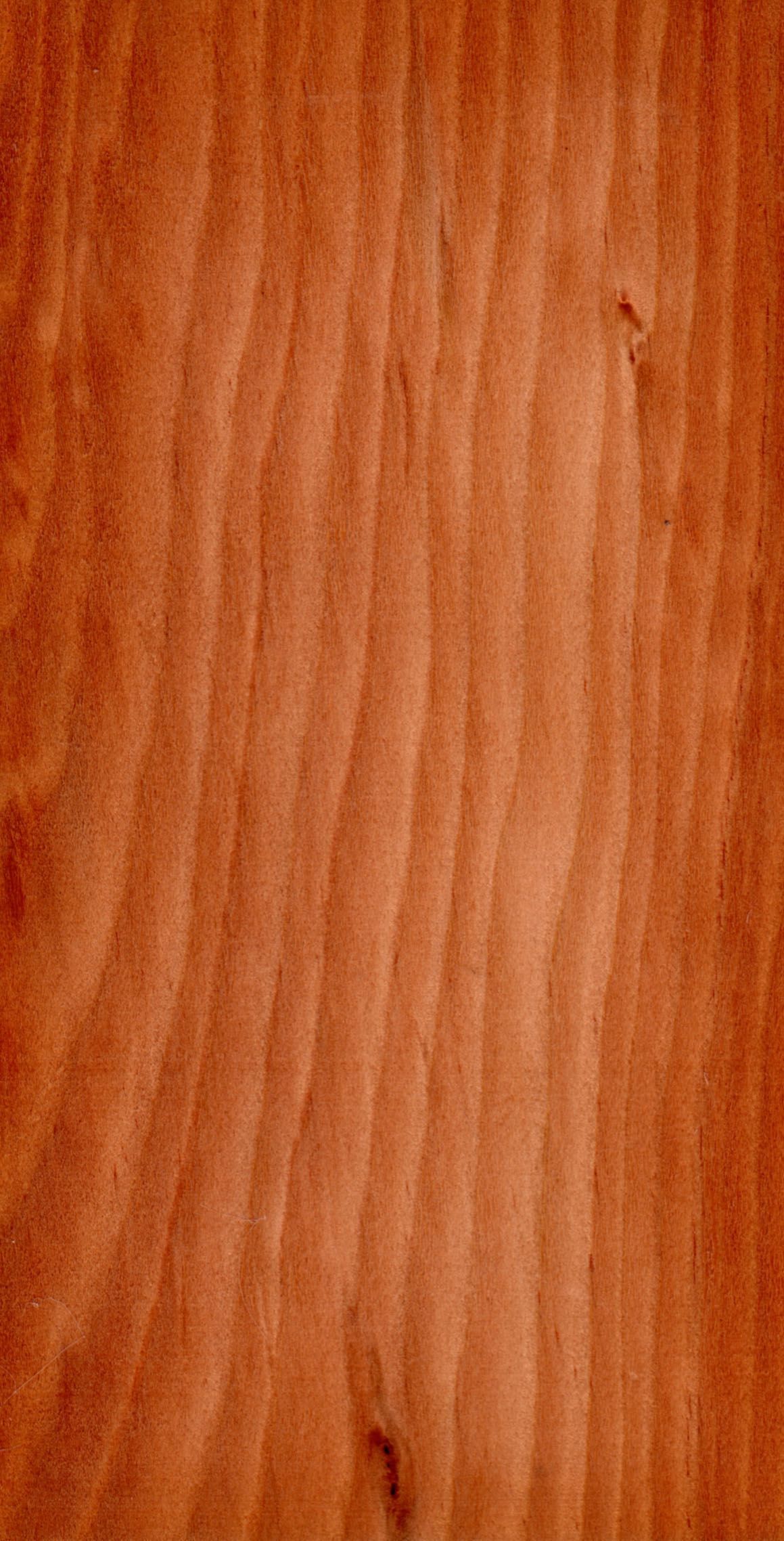
木材紋理

## 用途
欧洲落叶松的木材坚固耐用，其细长枝条弯曲度大，特别适合做游艇。同时广泛用作乡村篱笆。

## 外部連結
- 欧洲落叶松 （页面存档备份，存于）